# Esben Smed
Esben Smed, född 13 juli 1984 i Odder, är en dansk skådespelare.
Smed har bland annat medverkat i TV-serien Follow the Money. Han har även medverkat i filmerna Ser du månen, Daniel och Kyssen.

## Filmografi (i urval)
- 2019 – Ser du månen, Daniel
- 2016–2019 – Follow the Money (TV-serie)
- 2022 – Kyssen